# Lawrence A. Molnar (astronomo)
| 129099 Spoelhof | 12 marzo 2004     |
| 134244 De Young | 6 gennaio 2006    |
| 145475 Rehoboth | 12 ottobre 2005   |
| 155083 Banneker | 30 settembre 2005 |
| 228110 Eudorus  | 7 ottobre 2008    |

Lawrence A. Molnar (Buffalo, 1959) è un astronomo statunitense.
Ha conseguito il Bachelor of Science in astronomia all'Università del Michigan nel 1980, e il M.A. e il Ph.D. nello stesso campo all'Università di Harvard rispettivamente nel 1981 e nel 1985. Dopo aver lavorato all'Harvard-Smithsonian Center for Astrophysics, è divenuto assistente professore all'Università dell'Iowa. Dal 1998 è professore al Calvin College.
Il Minor Planet Center gli accredita la scoperta di quarantasette asteroidi, effettuate tra il 2004 e il 2010.
Gli è stato dedicato l'asteroide 8245 Molnar.